# Conference League South 2010-2011
La Conference League South 2010-2011 è stata la 7ª edizione della seconda serie della Conference League. Rappresenta, insiema alla Conference League North, il sesto livello del calcio inglese ed il secondo del sistema "non-league". 

## Squadre partecipanti
| Squadra                    | Città                         | Stagione precedente                                             |
| -------------------------- | ----------------------------- | --------------------------------------------------------------- |
| Basingstoke Town           | Basingstoke                   | 15º posto in Conference League South                            |
| Bishop's Stortford         | Bishop's Stortford            | 18º posto in Conference League South                            |
| Boreham Wood               | Borehamwood                   | 4º posto in Isthmian League Premier Division, promosso          |
| Braintree Town             | Braintree                     | 7º posto in Conference League South                             |
| Bromley                    | Londra (Bromley)              | 12º posto in Conference League South                            |
| Chelmsford City            | Chelmsford                    | 3º posto in Conference League South                             |
| Dartford                   | Dartford                      | 1º posto in Isthmian League Premier Division, promosso          |
| Dorchester Town            | Dorchester                    | 17º posto in Conference League South                            |
| Dover Athletic             | Dover                         | 2º posto in Conference League South                             |
| Eastleigh                  | Eastleigh                     | 11º posto in Conference League South                            |
| Ebbsfleet United           | Northfleet                    | 22º posto in Conference League Premier, retrocesso              |
| Farnborough                | Farnborough                   | 1º posto in Southern Football League Premier Division, promosso |
| Hampton & Richmond Borough | Londra (Richmond upon Thames) | 14º posto in Conference League South                            |
| Havant & Waterlooville     | Havant                        | 6º posto in Conference League South                             |
| Lewes                      | Lewes                         | 19º posto in Conference League South                            |
| Maidenhead United          | Maidenhead                    | 16º posto in Conference League South                            |
| St Albans City             | St Albans                     | 13º posto in Conference League South                            |
| Staines Town               | Staines-upon-Thames           | 8º posto in Conference League South                             |
| Thurrock                   | Purfleet (Essex)              | 10º posto in Conference League South                            |
| Welling United             | Londra (Bexley)               | 9º posto in Conference League South                             |
| Weston-super-Mare          | Weston-super-Mare             | 21º posto in Conference League South                            |
| Woking                     | Woking                        | 5º posto in Conference League South                             |

## Classifica finale
|  | Pos. | Squadra                | Pt | G  | V  | N  | P  | GF | GS | DR  |
|  | ---- | ---------------------- | -- | -- | -- | -- | -- | -- | -- | --- |
|  | 1    | Braintree Town         | 89 | 42 | 27 | 8  | 7  | 78 | 33 | +45 |
|  | 2    | Farnborough            | 82 | 42 | 25 | 7  | 10 | 83 | 47 | +36 |
|  | 3    | Ebbsfleet Utd          | 78 | 42 | 22 | 12 | 8  | 75 | 51 | +24 |
|  | 4    | Chelmsford City        | 77 | 42 | 23 | 8  | 11 | 82 | 50 | +32 |
|  | 5    | Woking                 | 76 | 42 | 22 | 10 | 10 | 62 | 42 | +20 |
|  | 6    | Welling Utd (-5)       | 75 | 42 | 24 | 8  | 10 | 81 | 47 | +34 |
|  | 7    | Dover Athletic         | 74 | 42 | 22 | 8  | 12 | 80 | 51 | +29 |
|  | 8    | Eastleigh              | 72 | 42 | 22 | 6  | 14 | 74 | 53 | +21 |
|  | 9    | Havant & Waterlooville | 58 | 42 | 16 | 10 | 16 | 56 | 51 | +5  |
|  | 10   | Dartford               | 57 | 42 | 15 | 12 | 15 | 60 | 60 | 0   |
|  | 11   | Bromley                | 57 | 42 | 15 | 12 | 15 | 49 | 61 | -12 |
|  | 12   | Weston-super-Mare      | 53 | 42 | 15 | 8  | 19 | 56 | 67 | -11 |
|  | 13   | Basingstoke Town       | 49 | 42 | 13 | 10 | 19 | 50 | 63 | -13 |
|  | 14   | Boreham Wood           | 47 | 42 | 12 | 11 | 19 | 56 | 67 | -11 |
|  | 15   | Staines Town           | 47 | 42 | 11 | 14 | 17 | 48 | 63 | -15 |
|  | 16   | Bishop's Stortford     | 45 | 42 | 13 | 6  | 23 | 48 | 79 | -31 |
|  | 17   | Dorchester Town        | 44 | 42 | 10 | 14 | 18 | 49 | 59 | -10 |
|  | 18   | Hampton & Richmond     | 42 | 42 | 9  | 15 | 18 | 43 | 60 | -17 |
|  | 19   | Maidenhead Utd         | 40 | 42 | 10 | 10 | 22 | 43 | 70 | -27 |
|  | 20   | Thurrock               | 37 | 42 | 8  | 13 | 21 | 50 | 77 | -27 |
|  | 21   | Lewes                  | 36 | 42 | 9  | 9  | 24 | 34 | 70 | -36 |
|  | 22   | St Albans City (-10)   | 24 | 42 | 7  | 13 | 22 | 39 | 75 | -36 |

Legenda:
      Promosso in Conference League Premier 2011-2012.
  Ammesso ai play-off.
      Retrocesso in Isthmian League Premier Division 2011-2012.
      Retrocesso in Southern Football League Premier Division 2011-2012.
Regolamento:
Tre punti a vittoria, uno a pareggio, zero a sconfitta.
In caso di arrivo di due o più squadre a pari punti, la graduatoria viene stilata secondo i seguenti criteri:
- differenza reti
- maggior numero di gol segnati

Note:

Il Thurrock è stato poi riammesso in Conference League South 2011-2012.
Il Welling United è stato sanzionato con 5 punti di penalizzazione per irregolarità finanziarie.
Il St Albans City è stato sanzionato con 10 punti di penalizzazione per irregolarità finanziarie.

## Spareggi

### Play-off

#### Tabellone
|  | Semifinali | Semifinali        | Semifinali | Semifinali | Semifinali |  |  | Finale | Finale        | Finale |  |
|  |            |                   |            |            |            |  |  |        |               |        |  |
|  | 5          | Woking            | 0          | 1          | 2          |  |  |        |               |        |  |
|  | 2          | Farnborough (dts) | 1          | 1          | 2          |  |  | 2      | Farnborough   | 2      |  |
|  | 4          | Chelmsford City   | 1          | 1          | 2          |  |  | 3      | Ebbsfleet Utd | 4      |  |
|  | 3          | Ebbsfleet Utd     | 4          | 2          | 6          |  |  |        |               |        |  |